# Саркодовые
Сарко́довые (лат. Sarcodina) — группа одноклеточных организмов, ранее рассматривавшаяся в качестве класса или подтипа. Это простейшие без постоянной формы тела, так как покрыты лишь мембраной и не имеют уплотнённых оболочек, но могут выделять раковину или внутренний скелет. Движение осуществляют при помощи псевдоподий или за счёт циркуляции цитоплазмы. Жгутики могут присутствовать лишь на кратковременной стадии развития (гаметы, агаметы, зооспоры). Псевдоподии саркодовых могут быть лопастевидными лобоподии, нитевидными филоподии, ветвистыми ризоподии и лучеподобными с опорными микротрубочками аксоподии.